# Mateusz Kijowski
Mateusz Kijowski (* 12. prosinec 1968, Varšava) je polský počítačový odborník, aktivista za občanská práva, novinář a blogger.

## Život

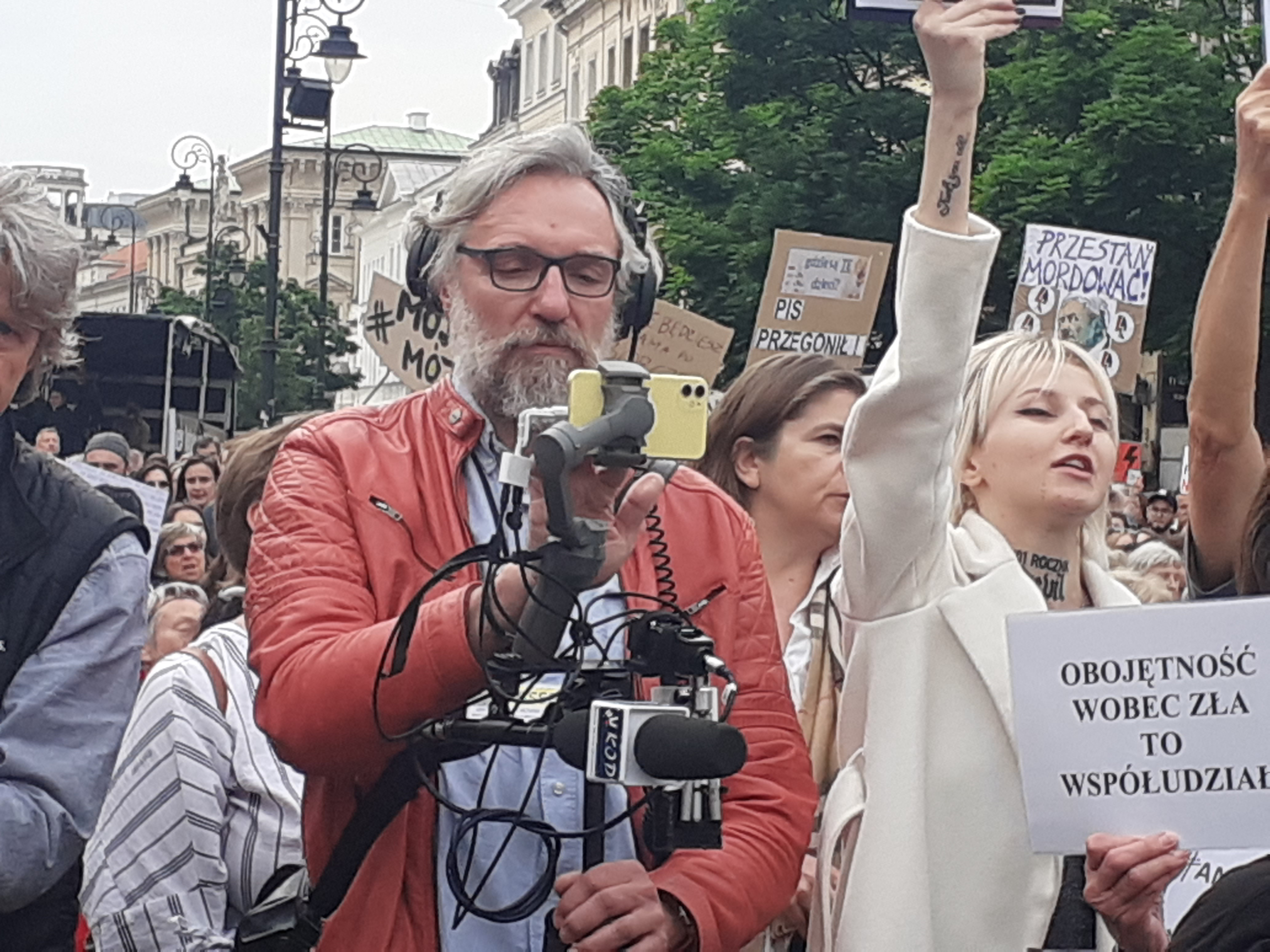
Mateusz Kijowski.

Kijowski studoval jeden semestr matematiku na Varšavské univerzitě a teologii na Institutu studií o rodině při Univerzitě kardinála Stefana Wyszyńského a nakonec žurnalistiku na téže univerzitě. Studia po roce opustil a začal pracovat v textilní společnosti, kde navrhoval spací pytle a bundy. V roce 1991 byl najat v počítačovém oddělení deníku Gazeta Wyborcza.
V roce 1993 vyučoval ve Varšavském počítačovém centru provozovatele počítačové sítě. V roce 2000 absolvoval studia na vysoké škole managementu.
Jako aktivista začal Kijowski působit v oblasti cestovního ruchu na své farnosti a v hnutí, které bojuje za práva rozvedených otců. Dále spoluvytvářel kampaň stopstopnop, které polemizuje s odpůrci očkování dětí.
Nespokojený s politikou vlády strany Právo a spravedlnost (PiS) založil 20. listopadu 2015 Facebookovou skupinu pod názvem Komitet Obrony Demokracji (česky Výbor pro obranu demokracie, KOD), která již po třech dnech čítala asi 30 000 členů a rychle se vyvinula v celostátní hnutí. 2. prosince 2015 se ve Varšavě konala ustavující schůze KOD. Zde byl přijat statut a byla jmenována prozatímní rada která hnutí řídí. Jejím členem byl zvolen i Kijowski.
Během svého působení již obdržel několik výhrůžek smrtí a je pod policejní ochranou.
Sám má čtyři děti a byl dvakrát ženatý.